# August Brüning (Mediziner)
August Friedrich Martin Brüning (* 17. April 1874 in Vienenburg; † 1941) war ein deutscher Mediziner und Hochschullehrer, der als außerordentlicher Universitätsprofessor für Chirurgie und Orthopädie an der Universität Gießen tätig war.

## Leben
Er war der Sohn des Verkehrinspektors Rudolf Brüning und wurde in Vienenburg im nördlichen Harzvorland geboren. Seine Mutter war Auguste geborene Jaeger. Nach dem Besuch des Gymnasiums studierte er an den Universitäten in Halle und München. Danach wurde er Assistent am Pathologischen Institut in Halle, später wechselte er dort in die Chirurgie und zuletzt an die Chirurgische Klinik nach Gießen. An der dortigen Universität war er als außerordentlicher Professor von 1912 bis 1939 tätig. Brüning war Mitglied des Stahlhelm, Bund der Frontsoldaten. Kurz vor seiner Emeritierung trat August Brüning zum 1. April 1936 in die NSDAP ein (Mitgliedsnummer 3.775.272).
Der Architekt Hans Meyer errichtete ihm 1922 eine Professorenvilla.

## Familie
August Brüning heiratete 1907 Auguste, die Tochter des Professors der Zoologie J. W. Spengel. Aus der Ehe gingen die Kinder Rudolph, Wilhelm, Annemarie, Helmut, Walther und Herta hervor.